# Трудове навчання
Трудове́ навча́ння — предмет технічного та профільного напряму у середніх загальноосвітніх школах. Трудове навчання — загальноосвітній предмет, який становить основу предметного наповнення освітньої галузі «Технологія».
Головна мета трудового навчання — формування технологічно грамотної особистості, підготовленої до життя і активної трудової діяльності в умовах сучасного високотехнологічного, інформаційного суспільства.
Реалізація змісту навчальної програми повинна забезпечувати розв'язання таких завдань:
- формування в учнів технічного світогляду, закріплення на практиці знань про технологічну діяльність, спираючись на закони та закономірності розвитку природи, суспільства, виробництва і науки;
- формування в учнів практичних навичок творчої діяльності, творчого та критичного мислення в процесі вивчення проєктної технології;
- ознайомлення учнів з місцем і роллю інформаційно-комунікаційних технологій в сучасному виробництві, повсякденному житті;
- формування культури поводження з різноманітними засобами праці;
- створення умов для професійного самовизначення, обґрунтованого вибору професії з урахуванням власних здібностей, уподобань та інтересів;
- формування в учнів культури праці, навичок раціонального ведення домашнього господарства, культури побуту, відповідальності за результати власної діяльності, комплексу особистісних якостей, потрібних людині як суб'єкту сучасного виробництва і культурного розвитку суспільства;
- виховання активної життєвої позиції, адаптивності, готовності до безперервної професійної освіти, конкурентної боротьби на ринку праці, потреби ініціативно включатися в систему нових економічних відносин, в підприємницьку діяльність;
- створення умов для реалізації особистісно-орієнтованого підходу до навчання, виховання та розвитку особистості.

Розділи, які входять до навчальної програми предмету:
- креслення
- деревообробка
- металообробка
- агротехнологія
- догляд за тваринами
- технологія виготовлення швейних виробів

З 2010 року навчання відбувається за новою редакцією навчальної програми з трудового навчання (автори: Дятленко С. М., Терещук А. І., Боринець Н. І., Павич Н. М., Гащак В. М, Лещук Р. М.).
Навчальна програма побудована за модульною системою. Вона складається з інваріантних (обов'язкових), варіативних (на вибір) та базового (для класів, що не поділяються на групи хлопців і дівчат) модулів. У 5-8 класах у першому семестрі вивчається інваріантний модуль, який містить базові знання. У 9-му класі інваріантний модуль є підсумковим і вивчається у другому семестрі. Решту навчального часу учитель наповнює за допомогою варіативних модулів, кожен з яких має 16 годин. Розроблено окремі переліки варіативних модулів, які можуть вивчатися у 5-6 класах та у 7-9 класах.
В основі більшості модулів закладений принцип від простого до складного. Модуль умовно розділений на дві частини. У першій частині учні знайомляться з теоретичними відомостями про окрему технологію та опановують її під час практичної діяльності (тренувальний виріб, тренувальні вправи. У другій частині модуля учні використовують отримані знання та уміння з елементами творчості.
У 6-9 класах учнів залучають до проєктної діяльності. Так, змістом програми передбачено, що з 6-го класу учнів навчають працювати з інформаційними джерелами, знаходити інформацію, яка стосується теми проєкту, відбирати та аналізувати інформацію (зразки об'єкту проєктування), застосовувати методи проєктної діяльності, планувати технологічний процес з виготовлення виробу та здійснювати відбір матеріалу та інструментів.
Матеріали, які висвітлюють питання організації навчальної діяльності з технологій вчителі можуть почерпнути на сторінках періодичних видань та спеціалізованих сайтів:
1. «Трудова підготовка в закладах освіти» — журнал видавництва «Педагогічна преса», Київ.
2. «Трудове навчання» — газета видавництва «Шкільний світ», Київ.
3. «Трудове навчання в школі» — журнал видавничої групи «Основа», Харків.
4. Предметний сайт.[1]

У 2012 році розроблялася нова навчальна програма за новим Державним стандартом базової і повної загальної середньої освіти. В основу її було покладено нову редакцію (2010). За новим стандартом на уроки трудового навчання передбачено:
- 5-6 класи: 2 години на тиждень
- 7-9 класи: 1 година на тиждень.

Зазнала змін навчальна програма. Так, у 5-му класі вивчають 1 з двох блоків на вибір. Один з блоків більше розрахований для хлопчиків (Технологія виготовлення виробів із фанери та ДВП (26 год)), інший — для дівчаток (Технологія виготовлення виробів з аплікацією (26 год)). Потім вивчаються 2 варіативних модулі з переліку для 5-6 класів. Відповідна ситуація й у 6-му класі (Технологія виготовлення виробів із тонколистового металу та дроту. Технологія виготовлення вишитих виробів).
У 7-9 класах обирають 1 з обов'язкових блоків по 16 годин. У 7-му їх 2 (Технологія виготовлення виробів із деревини. Технологія виготовлення виробів, в'язаних гачком), у 8 їх 3 (Технологія виготовлення виробів із сортового прокату та листового металу. Технологія виготовлення швейних виробів. Технологія виготовлення виробів інтер'єрного призначення), у 9 теж 3 (Технологія виготовлення комплексного виробу. Технологія виготовлення виробів, в'язаних спицями. Технологія використання та ремонту побутових електроприладів).
Варіативний модуль може вивчатися лише один раз. Варіативні модулі допомагають більш повноцінно використати матеріальну базу, використати регіональні традиції тощо. Під час вивчення варіативного модуля учні проєктують виріб. Вся проєктна документація учнями 5 — 8 класів виконується в робочих зошитах. При виконанні проєктів у 9 класі учні мають зібрати матеріали (зображення виробу, зображення виробів-аналогів з їх аналізом, вибір та розрахунок матеріалів, відповідний план реалізації проєкту тощо) у проєктну папку. Перелік варіативних модулів розширений, враховані пропозиції учителів та методистів.
Перелік варіативних модулів для 5 — 6 класів
Технологія виготовлення народної ляльки.
Технологія виготовлення м'якої іграшки.
Технологія виготовлення виробів, оздоблених аплікацією.
Технологія виготовлення вишитих виробів.
Технологія виготовлення швейних виробів (машинним способом).
Технологія ремонту та оздоблення одягу.
Технологія приготування страв.
Технологія плетіння з бісеру.
Технологія виготовлення виробів із бісеру на дротяній основі.
Технологія писанкарства.
Технологія виконання електротехнічних робіт.
Технологія оздоблення виробів художнім випалюванням.
Технологія виготовлення виробів із тонкого листового металу та дроту.
Технологія виконання аплікації із природних матеріалів.
Технологія виготовлення дерев'яної іграшки.
Технологія виготовлення виробів із деревини та деревних матеріалів (способом ажурного випилювання).
Технологія виготовлення сувенірів із деревних матеріалів.
Технологія виготовлення виробів способом металопластики.
Технологія виготовлення макетів споруд із деревини та деревних матеріалів.
Технологія вирощування рослин (квітів) та догляд за ними.
Технологія догляду за тваринами.
Перелік варіативних модулів для 7—9 класів
Технологія виготовлення виробів, в'язаних гачком.
Технологія виготовлення виробів, в'язаних спицями.
Технологія виготовлення швейних виробів (машинним способом).
Технологія оздоблення одягу.
Технологія виготовлення виробів у техніці «макраме».
Технологія оздоблення виробів мережками.
Технологія оздоблення виробів гладьовими швами.
Технологія оздоблення виробів українською народною вишивкою.
Технологія виготовлення виробів, вишитих бісером.
Технологія вирощування рослин та догляд за ними.
Технологія природного землеробства.
Технологія заготівлі та зберігання продуктів.
Технологія приготування страв. Традиції української національної кухні.
Технологія плетіння виробів із лози.
Технологія плетіння виробів із соломи.
Технологія виготовлення виробів із шкіри.
Технологія виконання електротехнічних робіт.
Технологія оздоблення виробів із деревини різьбленням.
Технологія оздоблення виробів інтарсією, інкрустацією.
Технологія оздоблення виробів із деревини мозаїкою.
Технологія виготовлення виробів із деревини (з використанням ручних способів обробки).
Технологія виготовлення виробів із деревини (способом токарної обробки).
Технологія виготовлення виробів із сортового прокату (з використанням ручних способів обробки).
Технологія виготовлення виробів із металу (способом токарної обробки).
Dідповідно до наказу № 100 Міністерства освіти і науки України від 6.02.2015 р. відбулося розвантаження навчальної програми. Зміни в основному торкнулися розділу "Технологія побутової діяльності та самообслуговування". Розвантаження здійснювали науковці, методисти та учителі: Н. І. Боринець, доцент кафедри методики природничо-математичної освіти і технологій Інституту післядипломної педагогічної освіти Київського університету імені Бориса Грінченка; Д. В. Боровик, директор гімназії-інтернату «Дитяча інженерна академія»; С. М. Дятленко, заступник директора департаменту загальної середньої та дошкільної освіти МОН України; Н. Б. Лосина, методист вищої категорії відділення науково-методичного забезпечення загальної середньої освіти Інституту інноваційних технологій та змісту освіти; О. Ю. Медвідь, учитель Кролевецької спеціалізованої школи І–ІІІ ступенів № 3 Сумської області; О. В. Мельник, заступник директора Інституту проблем виховання НАПН України, кандидат педагогічних наук; Н. М. Павич, методист Хмельницького обласного інституту післядипломної педагогічної освіти; О. М. Пархоменко, науковий співробітник Інституту проблем виховання НАПН України, заслужений учитель України; Т. С. Попова, учитель Новопечерської школи м. Києва; Ю. М. Приходько, учитель гімназії № 17 м. Полтави, заслужений учитель України; А. І. Терещук, професор кафедри теорії і методики навчання технологій Уманського державного педагогічного університету імені Павла Тичини, доктор педагогічних наук; В. І. Туташинський, науковий співробітник лабораторії трудової підготовки і політехнічної творчості Інституту педагогіки НАПН України, кандидат педагогічних наук; І. Ю. Ходзицька, учитель загальноосвітньої школи І– ІІІ ступенів № 243 м. Києва; Ю. В. Палій, учитель Чернівецької ЗОШ № 38.
Відповідно до наказу № 52 Міністерства освіти і науки України від 13.01.2017 р.  та наказу №201 від 10.02.2017р. працювала робоча група з оновлення навчальної програми: А. І. Терещук (голова групи), завідувач кафедри технологічної освіти Уманського державного педагогічного університету імені Павла Тичини, доктор педагогічних наук, профессор; В. В. Бурдун, завідувач кафедри технологій виробництва і професійної освіти Луганського національного університету імені Тараса Шевченка, кандидат педагогічних наук; С. М. Дятленко, заступник директора департаменту загальної середньої та дошкільної освіти, начальник відділу державно-громадського управління освітою МОН України; Н. М. Павич, методист Хмельницького обласного інституту післядипломної педагогічної освіти; В.  М. Гащак, методист Івано-Франківського обласного інституту післядипломної педагогічної освіти; О. Ю. Медвідь, учитель Кролевецької спеціалізованої школи І–ІІІ ступенів № 3 Сумської області, заслужений учитель України (модератор); Ю. В. Палій, учитель Чернівецької ЗОШ № 38 (модератор); О. С. Ковальчук,  директор опорного закладу НВК «ЗОШ І–ІІІ ступенів-гімназія» смт Турійськ Волинської області; В. В. Крімер, учитель трудового навчання, учитель-методист Городоцької ЗОШ І–ІІІ ступерів № 4 Хмельницької області; Р. М. Лещук, учитель спеціалізованої середньої загальноосвітньої школи I–III ступенів з поглибленим вивченням математики і фізики № 34 Вінницької міської ради; М. Д. Палійчук, заступник директора з навчально-виховної роботи, учитель трудового навчання Чернівецького військово-спортивного ліцею-інтернату; І. Ю. Ходзицька, учитель загальноосвітньої школи І–ІІІ ступенів № 243 м. Києва. 
В результаті оновлення розроблена навчальна програма з трудового навчання, що в центрі ставить учня та його проєкт (виріб). Учитель будує навчальний процес навколо обраного проєкту та визначає самостійно кількість годин, перелік тем та обсяг знань.
Навчальний програмовий матеріал, призначений  для засвоєння учнями,  викладено в таблиці, що містить такі колонки таблиці: 
-	очікувані результати навчально-пізнавальної діяльності учнів; 
-	орієнтовний перелік об'єктів проєктно-технологічної діяльності учнів; 
-	перелік основних технологій.
Очікувані результати навчально-пізнавальної діяльності учнів  згруповано за трьома компонентами: знаннєвим, діяльнісним, ціннісним. 
Результатом проєктно-технологічної діяльності учнів має бути проєкт (спроєктований і виготовлений виріб чи послуга).  Так, у 5–6 класах учні опановують  6–10 проєктів, у 7–8 класах від 4 до 6 проєктів, у 9-му класі  — 2 проєкти (плюс 2 проєкти з технології побутової діяльності та самообслуговування в 5–8 класах та 1 проєкт у 9 класі).  У процесі проєктної діяльності під дослідженням розуміють визначення форми виробу, компонування його частин, колірне рішення або декоративне  оформлення тощо. Основними методами проєктування у 5 класі слід вважати метод фантазування, у 6-му — метод біоформ, у 7-му — метод фокальних об'єктів, у 8 класі — елементи комбінаторики, у 9 класі — елементи біоніки. Учитель може долучити учнів до засвоєння й інших методів колективного творчого пошуку, як-от: мозкового штурму, конференції ідей, елементів синектики та ін.  
Технології викладено у вигляді переліку процесів обробки різних матеріалів, з якого учитель і учні спільно обирають найбільш доцільні для виготовлення проєктованого  виробу. 
Перераховані для кожного класу технології використовують як основні. Однак при виготовленні виробів застосовуються й додаткові технології чи техніки обробки матеріалів. Додаткові технології та техніки можуть виходити за межі зазначеного переліку. 
Таким чином, учителю дається значна автономія для побудови навчально-виховного процесу з врахуванням технологічних можливостей обладнання шкільних навчальних приміщень, компетентності учителя та уподобань учнів. Водночас на учителя перекладається відповідальність за усі результати його професійної діяльності (рівень сформованості компетентностей учнів на основі виконання очікуваних результатів навчально-пізнавальної діяльності учнів).